# Encyosaccus sexmaculatus
Genre
Espèce
Encyosaccus sexmaculatus, unique représentant du genre Encyosaccus, est une espèce d'araignées aranéomorphes de la famille des Araneidae.

## Distribution
Cette espèce se rencontre  en Colombie, en Équateur, au Pérou et au Brésil.

## Description
Le mâle décrit par Levi en 1996 mesure 3,4 mm et les femelles de 8,5 à 9,4 mm.

## Publication originale
- Simon, 1895 : Histoire naturelle des araignées. Paris, vol. 1, p. 761-1084 (texte intégral).